# Liste der Kulturdenkmale in Ziegenrück
Die Liste der Kulturdenkmale in Ziegenrück umfasst die als Einzeldenkmale, Bodendenkmale und Denkmalensembles erfassten Kulturdenkmale auf dem Gebiet der Stadt Ziegenrück im thüringischen Saale-Orla-Kreis (Stand: August 2022). Die Angaben in der Liste ersetzen nicht die rechtsverbindliche Auskunft der zuständigen Denkmalschutzbehörde.

## Legende
- Bild: zeigt ein Bild des Kulturdenkmals und gegebenenfalls einen Link zu weiteren Fotos des Kulturdenkmals im Medienarchiv Wikimedia Commons
- Bezeichnung: Name, Bezeichnung oder die Art des Kulturdenkmals
- Lage: Wenn vorhanden Straßenname und Hausnummer des Kulturdenkmals; Grundsortierung der Liste erfolgt nach dieser Adresse. Der Link Karte führt zu verschiedenen Kartendarstellungen und nennt die Koordinaten des Kulturdenkmals.
 Kartenansicht, um Koordinaten zu setzen – in dieser Kartenansicht sind Kulturdenkmale ohne Koordinaten mit einem roten bzw. orangen Marker dargestellt und können in der Karte gesetzt werden. Kulturdenkmale ohne Bild sind mit einem blauen bzw. roten Marker gekennzeichnet, Kulturdenkmale mit Bild mit einem grünen bzw. orangen Marker.
- Datierung: gibt das Jahr der Fertigstellung beziehungsweise das Datum der Erstnennung oder den Zeitraum der Errichtung an
- Beschreibung: bauliche und geschichtliche Einzelheiten des Kulturdenkmals, vorzugsweise die Denkmaleigenschaften
- ID: Die ID identifiziert das Kulturdenkmal eindeutig. In Thüringen sind aktuell keine IDs veröffentlicht. In der ID-Spalte kann sich auch folgendes Icon  befinden, dies führt zu Angaben zu diesem Kulturdenkmal bei Wikidata.

## Kulturdenkmale in Ziegenrück
| Bild                                    | Bezeichnung                                            | Lage                                                    | Datierung | Beschreibung | ID |
| --------------------------------------- | ------------------------------------------------------ | ------------------------------------------------------- | --------- | --- | -- |
| Fotos hochladen                         | Denkmalensemble „Stadtkern Ziegenrück“                 | Kernstadt (Karte)                                       |           | Am Drebabach, Am Markt, Am Schreibersteig, Kirchstraße, Marktstraße, Mühlstraße, Obere Straße, Platz der Jugend, Straße der Einheit, Pößnecker Straße zum Teil |    |
| weitere Bilder Fotos hochladen          | Kirche mit Ausstattung                                 | Kirchstraße (Karte)                                     |           | auch Bestandteil des Denkmalensembles „Stadtkern Ziegenrück“                                                                                                   |    |
| BW                                      | Pfarrhaus                                              | Kirchstraße 11 (Karte)                                  |           | auch Bestandteil des Denkmalensembles „Stadtkern Ziegenrück“                                                                                                   |    |
| Fotos hochladen                         | Wohnhaus mit Anbau, Nebengebäuden und Grundstück       | Kirchstraße 12 (Karte)                                  |           | auch Bestandteil des Denkmalensembles „Stadtkern Ziegenrück“                                                                                                   |    |
| BW                                      | Wohnhaus (ehemalige Schule)                            | Kirchstraße 14 (Karte)                                  |           | auch Bestandteil des Denkmalensembles „Stadtkern Ziegenrück“                                                                                                   |    |
| weitere Bilder Fotos hochladen          | Steinbogenbrücke                                       | Lobensteiner Straße (Richtung Liebengrün) (Karte)       |           | |    |
| weitere Bilder Fotos hochladen          | Laufwasserkraftwerk/Wasserkraftmuseum „Fernmühle“      | Lobensteiner Straße 6 (Karte)                           |           | |    |
| weitere Bilder Fotos hochladen          | Altes Rathaus                                          | Markt 6 (Karte)                                         |           | auch Bestandteil des Denkmalensembles „Stadtkern Ziegenrück“                                                                                                   |    |
| BW                                      | Nähermühle                                             | Mühlstraße 3 (Karte)                                    |           | auch Bestandteil des Denkmalensembles „Stadtkern Ziegenrück“                                                                                                   |    |
| Fotos hochladen                         | Feuerwehrhaus mit Wohnungen                            | Obere Straße 9 (Karte)                                  |           | auch Bestandteil des Denkmalensembles „Stadtkern Ziegenrück“                                                                                                   |    |
| weitere Bilder Fotos hochladen          | Viadukt (Bahnbrücke)                                   | Plothental (über die Straße in Richtung Külmla) (Karte) |           | |    |
| BW                                      | Turnhalle einschließlich Grundstück und Terrassenmauer | Plothental 1 (Karte)                                    |           | |    |
| Direkt Bild zu diesem Denkmal hochladen | Stele Todesmarsch                                      | Saalestraße                                             |           | |    |
| BW                                      | ehemaliges Zollhaus (Wohn- und Geschäftshaus)          | Schleizer Straße 1 (Karte)                              |           | |    |
| BW                                      | Postgebäude                                            | Schleizer Straße 5 (Karte)                              |           | |    |
| weitere Bilder Fotos hochladen          | Burganlage/Kemenate                                    | Schloß 2 (Karte)                                        |           | |    |
| BW                                      | Wohn- und Geschäftshaus                                | Straße der Einheit 16 (Karte)                           |           | auch Bestandteil des Denkmalensembles „Stadtkern Ziegenrück“                                                                                                   |    |
| Direkt Bild zu diesem Denkmal hochladen | Stadttunnel der Thüringer Oberlandbahn                 | Kirchbergtunnel                                         | 1894      | |    |
| Fotos hochladen                         | Bahnhof Ziegenrück                                     | Bahnhofstraße (Karte)                                   |           | mit historischem Stellwerk von 1901, sowie Güterschuppen, Beamtenhaus, Laderampe etc.                                                                          |    |
| weitere Bilder Fotos hochladen          | Saale-Viadukt der Thüringer Oberlandbahn               | Saale-Viadukt (Karte)                                   | 1894      | hälftig in Gemarkung Liebschütz |    |
| Fotos hochladen                         | Conrod-Kraftwerk – Einlaufbauwerk                      | (Karte)                                                 |           | Einlaufbauwerk in Gemarkung Ziegenrück, Kraftwerk in Gemarkung Paska                                                                                           |    |
| Fotos hochladen                         | Wallanlage der Burg                                    | (Karte)                                                 |           | Bodendenkmal |    |
| BW                                      | Wallanlage, Schwedenschanze                            | (Karte)                                                 |           | Bodendenkmal |    |